# Hervé Poulain

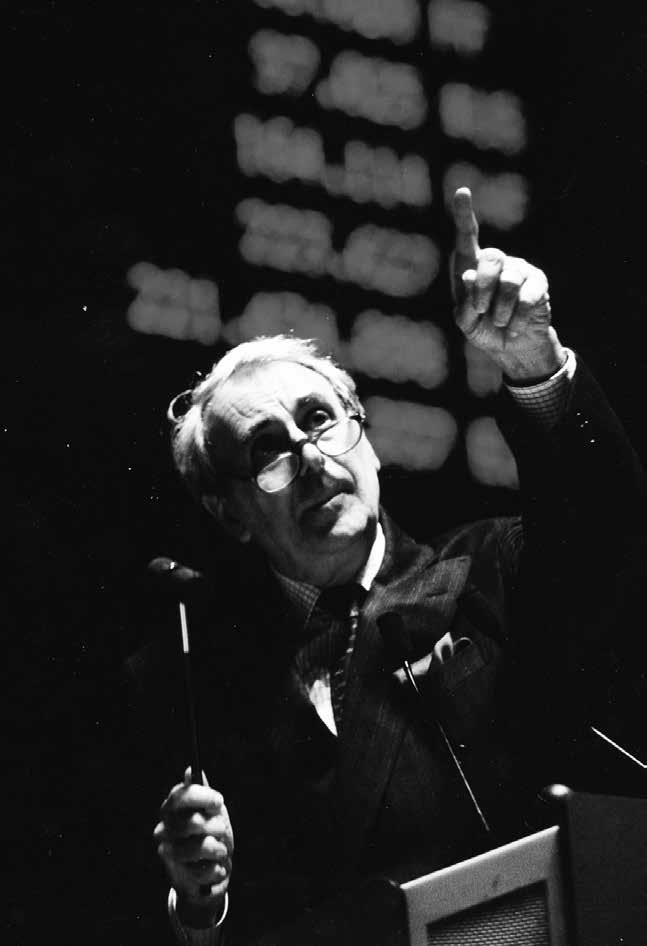
Hervé Poulain als Auktionator 2014

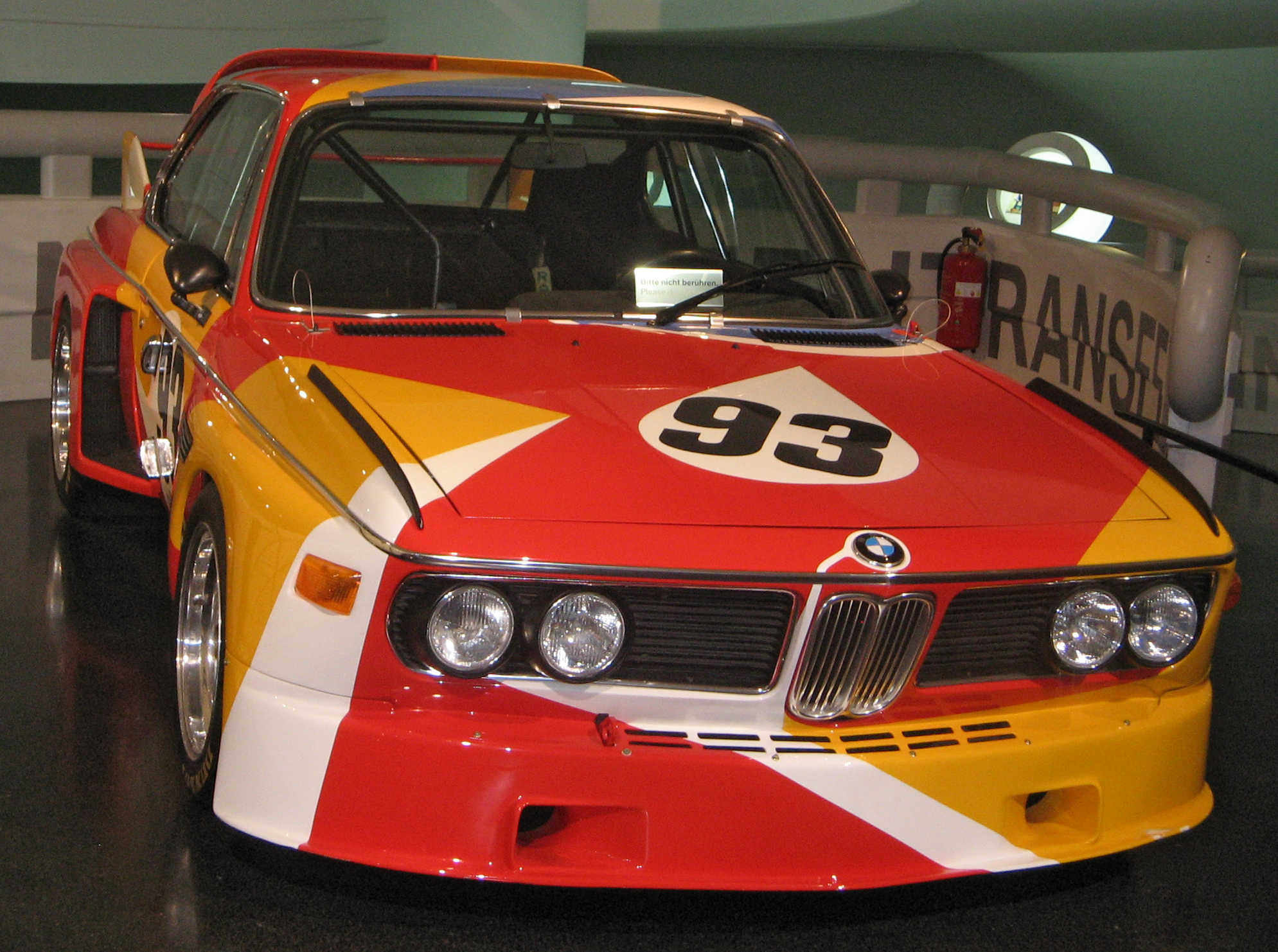
Das erste BMW Art Car, der von Alexander Calder designte BMW 3.0 CSL

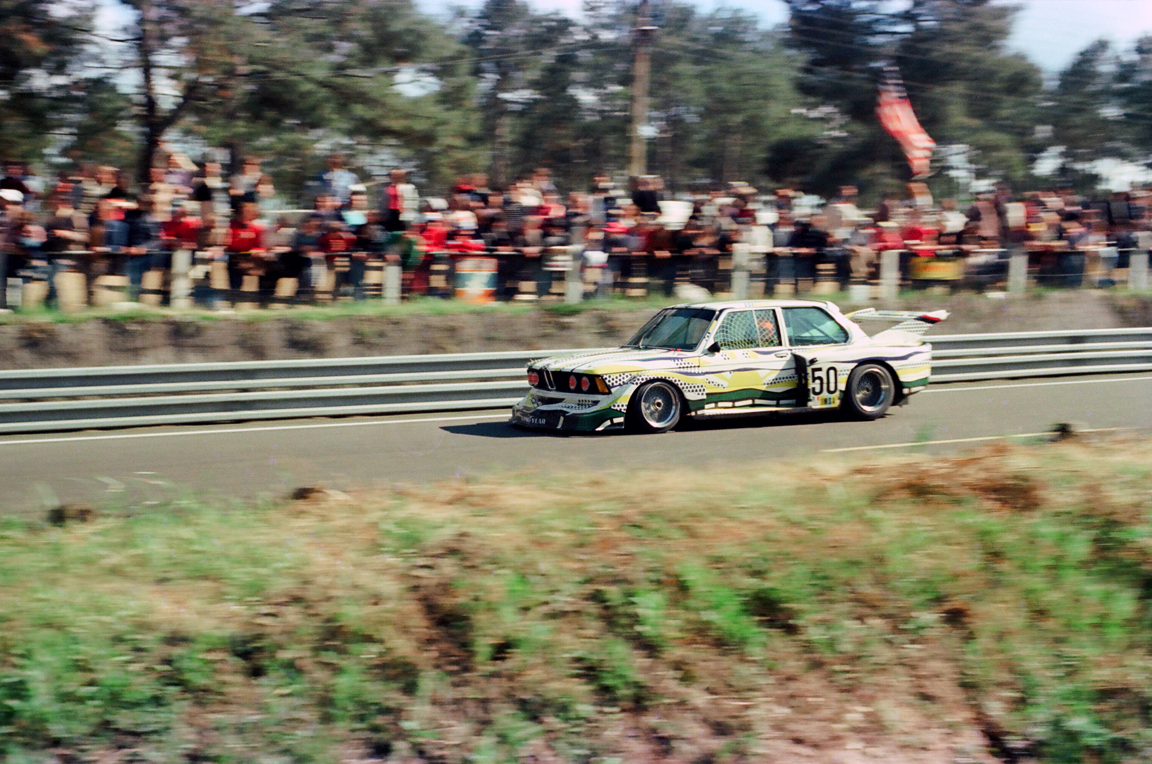
Der von Roy Lichtenstein bemalte BMW 320i, gefahren von Hervé Poulain und Marcel Mignot beim 24-Stunden-Rennen von Le Mans 1977

Hervé Poulain (* 16. Dezember 1940 in Avranches) ist ein französischer Unternehmer, Auktionator und ehemaliger Autorennfahrer.

## Auktionator und Unternehmer
Hervé Poulain studierte in den späten 1950er- und frühen 1960er-Jahren Rechtswissenschaften an der Universität Caen und arbeitete danach einige Jahre als Anwalt. 1969 begann er für das 1852 gegründete renommierte Auktionshaus Hôtel Drouot als Auktionator zur arbeiten. Rasch wurde er zu einem der führenden Auktionatoren des Unternehmens und leitete einige der wichtigsten Auktion des Hauses in den frühen 1970er-Jahren. 1973 organisierte er eine der ersten Versteigerungen von Oldtimern in Frankreich.
2002 gründete er mit Partnern das Auktionshaus Artcurial, das sich auf die Versteigerung von historischen Fahrzeugen spezialisiert hatte. Am 5. Februar 2016 wurde unter seiner Leitung ein Ferrari 335 Sport Scaglietti aus der Sammlung von Pierre Bardinon zum internationalen Rekordpreis von 32.100.000 Millionen Euro versteigert. Mit dem Fahrgestell 0674 wurden Mike Hawthorn und Luigi Gesamtzweite beim 1000-km-Rennen von Caracas 1957 und Vierte beim 1000-km-Rennen von Kristianstad 1957, beides Wertungsläufe der Sportwagen-Weltmeisterschaft dieses Jahres.

## Karriere als Rennfahrer
Über seinen Bruder, der in deren Heimatstadt Avranches eine Renault-Vertragswerkstätte betrieb, kam Hervé Poulain mit dem Motorsport in Berührung. 1968 begann er Autorennen zu fahren. Seinen ersten internationalen Einsatz hatte er beim Coupes de Vitesse 1971, auf dem Autodrome de Linas-Montlhéry, wo er auf einem Alpine A110 13. der Endwertung wurde.
Hervé Poulain war der Initiator der BMW Art Cars beim 24-Stunden-Rennen von Le Mans. 1975 fragte er beim US-amerikanischer Bildhauer Alexander Calder an, ob dieser bereit sei einen Silhouetten-Rennwagen optisch zu gestalten. Calder, der ein Jahr später verstarb, willigte ein und bemalte einen BMW 3.0 CSL. Gefahren wurde der Wagen von Jean Guichet, dem Le-Mans-Sieger von 1964 (gemeinsam mit Nino Vaccarella im Ferrari 275P), Sam Posey und Poulain selbst. Der Einsatz endete nach 73 gefahrenen Runden wegen eines gebrochenen Gleichlaufgelenks.
Das zweite Art Car, das Poulain in Le Mans steuerte, war der von Roy Lichtenstein gestaltete BMW 320i 1977. Diesmal war Marcel Mignot, der Teampartner, mit dem er den 9. Rang der Gesamtwertung erreichte. 1979 fuhr er gemeinsam mit Mignot und Manfred Winkelhock einen von Andy Warhol bemalten BMW M1. Für die Lackierung des Rennwagens benötigte Warhol nur 28 Minuten. Das Trio platzierte den M1 an der sechsten Stelle der Gesamtwertung.
Hervé Poulain war zehnmal beim 24-Stunden-Rennen in Westfrankreich am Start. Zum letzten Mal ins Rennen ging er 1998 mit Éric Graham und Jean-Luc Maury-Laribière auf einem Porsche 911 GT2 mit dem Ende als Gesamtzwanzigster.
Die beste Platzierung abseits des Rennens in Le Mans war der 12. Rang beim 3-Stunden-Rennen von Zhuhai 1994.

## Statistik

### Le-Mans-Ergebnisse
| Jahr | Team                 | Fahrzeug        | Teamkollege     | Teamkollege              | Teamkollege    | Platzierung     | Ausfallgrund     |
| ---- | -------------------- | --------------- | --------------- | ------------------------ | -------------- | --------------- | ---------------- |
| 1975 | Hervé Poulain        | BMW 3.0 CSL     | Jean Guichet    | Sam Posey                |                | Ausfall         | Gleichlaufgelenk |
| 1977 | Marcel Mignot        | BMW 320i        | Marcel Mignot   |                          |                | Rang 9          |                  |
| 1978 | Hervé Poulain        | Porsche 934     | Gerhard Holup   | Edgar Dören              | Romain Feitler | Ausfall         | Getriebeschaden  |
| 1979 | Hervé Poulain        | BMW M1          | Marcel Mignot   | Manfred Winkelhock       |                | Rang 6          |                  |
| 1980 | Hervé Poulain        | Porsche 935     | Dany Snobeck    | Pierre Destic            |                | Rang 20         |                  |
| 1981 | Claude Haldi         | Porsche 935     | Mark Thatcher   | Claude Haldi             |                | Ausfall         | Unfall           |
| 1982 | Jacky Haran          | Rondeau M379C   | Vivian Candy    | Jacky Haran              |                | Ausfall         | Motorschaden     |
| 1994 | BBA Compétition      | Venturi 600LM   | Bernard Chauvin | Jean-Luc Maury-Laribière |                | nicht klassiert |                  |
| 1995 | BBA Compétition      | McLaren F1 GTR  | Marc Sourd      | Jean-Luc Maury-Laribière |                | Rang 13         |                  |
| 1998 | Elf Haberthur Racing | Porsche 911 GT2 | Éric Graham     | Jean-Luc Maury-Laribière |                | Rang 20         |                  |